# Torneo de las Cuatro Naciones 1909
El Torneo de las Cuatro Naciones de 1909 (Home Nations Championship 1909) fue la 27° edición del principal Torneo de rugby del Hemisferio Norte.
El campeonato fue ganado por la selección de Gales.

## Clasificación
| Lugar | Selección  | Partidos | Partidos | Partidos  | Partidos | Puntos  | Puntos    | Puntos | Tabla de puntos |
| Lugar | Selección  | Jugados  | Ganados  | Empatados | Perdidos | A favor | En contra | dif.   | Tabla de puntos |
| ----- | ---------- | -------- | -------- | --------- | -------- | ------- | --------- | ------ | --------------- |
| 1     | Gales      | 3        | 3        | 0         | 0        | 31      | 8         | +23    | 6               |
| 2     | Escocia    | 3        | 2        | 0         | 1        | 30      | 16        | +14    | 4               |
| 3     | Inglaterra | 3        | 1        | 0         | 2        | 19      | 31        | -12    | 2               |
| 4     | Irlanda    | 3        | 0        | 0         | 3        | 13      | 38        | -25    | 0               |

## Resultados
| 16 de enero | Gales | 8 - 0 | Inglaterra | Cardiff, |  |

| 6 de febrero | Escocia | 3 - 5 | Gales | Inverleith, |  |

| 13 de febrero | Irlanda | 5 - 11 | Inglaterra | Dublín, |  |

| 27 de febrero | Escocia | 9 - 3 | Irlanda | Inverleith, |  |

| 13 de marzo | Gales | 18 - 5 | Irlanda | Swansea, |  |

| 20 de marzo | Inglaterra | 8 - 18 | Escocia | Richmond, |  |

## Premios especiales
- Grand Slam:  Gales
- Triple Corona:  Gales
- Copa Calcuta:  Escocia